# Chipper Jones
Larry Wayne Jones, Jr. (ur. 24 kwietnia 1972) – amerykański baseballista, który występował na pozycji trzeciobazowego oraz lewozapolowego w Atlanta Braves.

## Przebieg kariery
Jones został wybrany z numerem 1 w drafcie w 1991 roku przez Atlanta Braves, podpisując kontrakt wart 400 tysięcy dolarów. Zawodową karierę rozpoczynał w zespołach niższych lig, między innymi w Richmond Braves, dla którego rozegrał 139 meczów i miał średnią uderzeń 0,325. W Major League Baseball zadebiutował 11 września 1993 i był wówczas najmłodszym baseballistą w lidze. W 1994 z powodu zerwania więzadeł krzyżowych, nie wystąpił w żadnym meczu. W 1995 powrócił do gry i zwyciężył w World Series; Braves pokonali Cleveland Indians w sześciu meczach. W 1999 został wybrany MVP National League.
W 2000 roku Jones podpisał z klubem 6–letni kontrakt wart 90 milionów dolarów. Sześć lat później pobił kilka rekordów klubowych, między innymi w liczbie zaliczonych uderzeń i RBI (lider Braves z siedzibą w Atlancie, 3. miejsce biorąc pod uwagę Braves z siedzibą w Bostonie, Milwaukee i Atlancie).
22 marca 2012 roku postanowił, że nadchodzący sezon będzie jego ostatnim. 3 lipca 2012 wystąpił w Meczu Gwiazd MLB (zastępując kontuzjowanego Matta Kempa) po raz ósmy w karierze.

## Uhonorowanie
W 2018 został uhonorowany członkostwem w Baseball Hall of Fame.

## Nagrody i wyróżnienia
| Nagroda/wyróżnienie           | Lata                                           | Źródło |
| MVP National League           | 1999                                           | [ 6 ]  |
| 8× All-Star                   | 1996, 1997, 1998, 2000, 2001, 2008, 2011, 2012 | [ 13 ] |
| 2× Silver Slugger Award       | 1999, 2000                                     | [ 14 ] |
| Zwycięzca w World Series      | 1995                                           | [ 5 ]  |
| Baseball Hall of Fame         | od 2018                                        | [ 12 ] |
| # 10 zastrzeżony przez Braves | 2013                                           | [ 15 ] |